# Eucereon darantasia
Eucereon darantasia là một loài bướm đêm thuộc phân họ Arctiinae, họ Erebidae.